# Joe Haider
Joe Haider (* 3. Januar 1936 in Darmstadt) ist ein deutscher Pianist und Jazzpädagoge.

## Leben und Wirken
Haider spielte zwischen 1954 und 1959 als Amateurmusiker in der Region Stuttgart und studierte von 1960 bis 1965 am Richard-Strauss-Konservatorium München. In dieser Zeit spielte er auch im Quintett von Fritz Münzer (Live im HR 1962, Jazz für Junge Leute).
1965 bis 1968 arbeitete er in München als Pianist und Leiter des Haustrios im Jazzclub „Domicile“ und spielte dort mit vielen europäischen und amerikanischen Jazzmusikern. Dazu gehören Benny Bailey, Dusko Goykovich, Nathan Davis, Booker Ervin, Klaus Doldinger, Hans Koller, Leo Wright, Attila Zoller, George Mraz, Peter Trunk, Philly Joe Jones, Joe Nay, Kurt Bong, Klaus Weiss und Pierre Favre.
Anschließend an seine Leitung des Radio Jazz Ensemble des Bayrischen Rundfunks arbeitete er ab 1970 mit dem Quartett Four for Jazz (Heinz Bigler, Altsaxofon, Isla Eckinger, Bass und Peter Giger, Schlagzeug), gründete ein eigenes Trio mit Eckinger und Favre, eine Combo mit Dusko Goykovich, ein Quartett mit Leszek Zadlo (Thoughts) und leitete gemeinsam mit Slide Hampton eine Big Band, in der unter anderem Dexter Gordon mitspielte. 1988 erhielt er für eine Aufnahme seines nächsten großformatigen Projekts, des Joe Haider Orchestra featuring Mel Lewis den Deutschen Schallplattenpreis. Nach Tourneen mit Woody Shaw folgten weitere mit Eckinger und Wolfgang Haffner als Rhythmusgruppe sowie unterschiedlichen Solisten z. B. Andy Scherrer, Roman Schwaller, Sandy Patton oder Don Menza. Von 2000 bis 2011 arbeitete Haider mit Brigitte Dietrich bzw. mit einem Doppelquartett (mit Streichern) zusammen; 2016 legte er mit einer großformatigen Besetzung das Album Keep It Dark vor. Sein Album As Time Goes By (2010) wurde in die Bestenliste des vierten Quartals 2020 für den Preis der deutschen Schallplattenkritik aufgenommen. 2023 wurde sein Trioalbum The Bill Evans Village Vanguard Sessions vom NDR als „Jazz-CD der Woche“ ausgewählt.
Von 1984 bis 1995 leitete Haider die Swiss Jazz School in Bern. 1994 verlieh ihm die Regierung des Kantons Bern für seine Verdienste auf dem Gebiet der Musik den Grossen Kulturpreis.

## Diskographische Hinweise
- Katzenvilla (Spiegelei/Intercord 1971, mit Isla Eckinger, Pierre Favre)
- Reconciliation (EGO Records, 1974, mit Andy Scherrer, Ack van Rooyen, Günter Lenz, Todd Canedy)
- Joe Haider Jazz Orchestra feat. The Sparklettes: Back to the Roots (Double Moon Records 2018, mit Dave Blaser, René Mosele, Lukas Wirz, Daniel Blanc, Thomi Geiger, Domenic Landolf, Raffaele Bossard, Dominic Egli, Doris McVeigh, Isabelle Ritter, Nina Gutknecht, Xenia Zampieri)
- Joe Haider Trio & Amigern String Quartet: Rosalie’s Dream (Double Moon 2024, mit Lorenz Beyeler, Tobias Friedli, Vincent Milloud, Sebastian Lotscher, Franceska Verga, Valentina Velkova)[4]

## Filmografie (Auswahl)
- 1979/80, Der Preis fürs Überleben
- 1975, Berlinger
- 1974/75, Lina Braake oder Die Interessen der Bank können nicht die Interessen sein, die Lina Braake hat
- 1968, April-April
- 1966/67, Operation Grünwald
- 1967, Zoologisches (Bundesfilmpreis 1968)
- 1966, Alastair